# Gardziec
Gardziec [ˈɡard͡ʑet͡s] (deutsch Gartz a. d. Plöne) ist ein Dorf in der Woiwodschaft Westpommern in Polen. Es gehört zur Gmina Przelewice (Gemeinde Prillwitz)  im Powiat Pyrzycki (Pyritzer Kreis).

## Geographische Lage
Das Dorf liegt in Hinterpommern, etwa 50 Kilometer südöstlich von Stettin und etwa 18 Kilometer östlich der Kreisstadt Pyritz. Das Dorf liegt etwa ½ Kilometer südlich des Flusses Plöne.

## Geschichte
Auf der Lubinschen Karte des Herzogtums Pommern von 1618 ist „Gartz“ verzeichnet, erscheint aber etwas nach Südwesten verschoben südlich von Rosenfelde.
Gartz war ein altes Lehen der pommerschen uradligen Familie von Brederlow im Herzogtum Pommern. In einer Urkunde von 1608, die frühere Lehnsbriefe bestätigte, ist unter anderem die Belehnung mit „Zehen Coßaten zu Garz“ aufgeführt, also mit zehn Kossäten in Gartz. Gartz war der Wohnsitz einer der beiden Linien der Familie, der Sitz der anderen Linie war in Warsin. Unter den Besitzern war der Oberst Joachim Ludolf von Brederlow. Dessen Sohn Franz Henning von Brederlow verkaufte 1749 Gartz zusammen mit den benachbarten Gütern Rosenfelde und Anteil Plönzig an Hans von Greiffenberg. 
Hans von Greiffenberg ließ Gartz zusammen mit Rosenfelde und Anteil Plönzig 1750 allodifizieren, erwarb 1753/1754 auch die übrigen Anteile von Plönzig und verkaufte 1754 Gartz zusammen mit Rosenfelde und Plönzig an Gustav Heinrich von Enckevort (* 1726; † 1807), Regierungsrat in Stettin und späteren Regierungsvizepräsidenten. Im Besitz der Familie von Enckevort blieb Gartz für lange Zeit. 
In Ludwig Wilhelm Brüggemanns Ausführlicher Beschreibung des gegenwärtigen Zustandes des Königlich-Preußischen Herzogtums Vor- und Hinterpommern (1784) wurde der Ort in der Schreibweise „Garz“ unter den adligen Gütern des Pyritzschen Kreises aufgeführt. Damals gab es hier ein Ackerwerk, also den Gutsbetrieb, vier Kossäten und einen Schulmeister, insgesamt 25 Haushaltungen („Feuerstellen“). Die Kirche bildete eine Filialkirche der Mutterkirche in Plönzig. Das Dorf lag damals noch „nahe an dem kleinen Plönesee, welcher bei diesem Dorfe seinen Anfang nimmt“. Der Kleine Plönesee wurde ab 1856 trockengelegt.
Von den ursprünglich zehn Kossätenhöfen waren bei der im Jahre 1825 durchgeführten Regulierung der gutsherrlichen und bäuerlichen Verhältnisse nur noch drei vorhanden, die übrigen waren an die Gutsherrschaft gegangen. Die Gutsherrschaft erwarb noch einen weiteren Kossätenhof. Die verbleibenden zwei Kossätenhöfe wurden nach Rosenfelde verlegt. Damit war Gartz zu einem reinen Gutsdorf geworden.
Der Gutsbezirk Gartz a. d. Plöne zählte im Jahre 1910 139 Einwohner. Später wurde Gartz in das benachbarte Plönzig eingemeindet. Bis 1945 bildete Gartz a. d. Plöne dann einen Ortsteil der Gemeinde Plönzig und gehörte mit dieser zum Landkreis Pyritz in der preußischen Provinz Pommern.
Nach dem Zweiten Weltkrieg kam Gartz, wie ganz Hinterpommern, an Polen. Der Ortsname wurde zu „Gardziec“ polonisiert. Heute liegt das Dorf in der Gmina Przelewice (Gemeinde Prillwitz)  im Powiat Pyrzycki (Pyritzer Kreis).

## Söhne und Töchter des Ortes
- Gerhard von Enckevort (1868–1945), deutscher Generalmajor